# Bjæverskov Herred

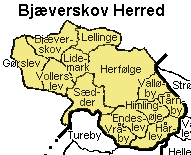
Bjæverskov Herred

Bjæverskov Herred was een herred in het voormalige Præstø Amt in Denemarken. De herred wordt in Kong Valdemars Jordebog vermeld als Byauærscoghæreth. Het gebied werd in 1970 deel van de nieuwe provincie Storstrøm. 

## Parochies
De herred omvatte oorspronkelijk 14 parochies. Daarbij was ook Køge Landsogn dat later echter opging in Køge.
- Bjæverskov
- Endeslev
- Gørslev
- Herfølge
- Himlingøje
- Hårlev
- Lellinge
- Lidemark
- Sædder
- Tårnby
- Valløby
- Vollerslev
- Vråby